# Reidel Anthony
Reidel Clarence Anthony (född 20 oktober 1976 i Pahokee, Florida) är en före detta amerikansk fotbollsspelare som spelade i serien National Football League. Han spelade som wide receiver på planen för laget Tampa Bay Buccaneers från 1997-2001. Han gick på college i Florida.